# Gillellus semicinctus
Gillellus semicinctus är en fiskart som beskrevs av Gilbert, 1890. Gillellus semicinctus ingår i släktet Gillellus och familjen Dactyloscopidae. IUCN kategoriserar arten globalt som livskraftig. Inga underarter finns listade i Catalogue of Life.